# Dasiops minuscula
Dasiops minuscula är en tvåvingeart som först beskrevs av Friedrich Georg Hendel 1932.  Dasiops minuscula ingår i släktet Dasiops och familjen stjärtflugor. Inga underarter finns listade i Catalogue of Life.